# Ахам
Ахам (њем. Aham) општина је у њемачкој савезној држави Баварска. Једно је од 35 општинских средишта округа Ландсхут. Према процјени из 2010. у општини је живјело 1.892 становника. Посједује регионалну шифру (AGS) 9274112.

## Географија
Ахам се налази у савезној држави Баварска у округу Ландсхут. Општина се налази на надморској висини од 420 метара. Површина општине износи 38,0 km².

## Становништво
У самом мјесту је, према процјени из 2010. године, живјело 1.892 становника. Просјечна густина становништва износи 50 становника/km².